# María Wirtemberska
María Ana Czartoryska (Varsovia, 15 de marzo de 1768-París, 21 de octubre de 1854),  también conocida como María Wirtemberska o duquesa Luis de Wurtemberg, fue una noble polaca, escritora, música y filántropa.

## Biografía
María Ana fue la segunda hija del príncipe Adam Kazimierz Czartoryski y de la condesa Izabela Czartoryska (de soltera Fleming). Pasó su niñez en el palacio de Wilanów, en Varsovia, y en Powązki. En 1782, se mudó con sus padres a Puławy.
En 1784, María se casó con Luis de Wurtemberg, quien se convirtió en hetman del éjército lituano en la guerra de 1792 contra Rusia. María se divorció de él en 1793 cuando salió a la luz la traición de Luis a la República de las Dos Naciones. El único hijo de María, Adán de Wurtemberg, permaneció con su padre y fue criado con prejuicios contra su madre y Polonia.
Después de su divorcio, María vivió mayormente en Varsovia, y desde 1798 hasta 1804 pasó los inviernos en Viena y los veranos en Puławy. Entre 1808-1816, fue la anfitriona de un salón literario en Varsovia llamado Sábados Azules. Entre sus invitados se destaca Julian Ursyn Niemcewicz. María asistió a reuniones de la sociedad literaria Towarzystwo Iksów. En 1816, publicó Malvina, o la intuición del corazón, considerada la primera novela psicológica de Polonia.
Embelesada con el pueblo pintoresco de Pilica, María lo compró y remodeló su jardín paisajístico. Construyó un palacio y una iglesia católica. El parque en Pilica estaba considerado entre los más bonitos de Europa, y fue rival de otros parques en Polonia: Powązki (construido por la madre de María) y el Arkadia de Helena Radziwiłł. María contrató a Franciszek Lessel como su administrador.
María era una gran filántropa. Brindó educación y publicó calendarios para los campesinos.
Tras el levantamiento de noviembre, María se trasladó a Sieniawa, y luego a Galitzia. En 1837 se mudó a París, donde vivió con su hermano, Adam Jerzy Czartoryski. María falleció allí el 21 de octubre de 1854, a los 86 años.

## Obras

### Libro
- Malvina, o la intuición del corazón, 1816 (traducido al inglés por Ursula Phillips. Publicado por Northern Illinois University Press, 2012)

### Música de cámara
- Piezas de piano (publicados por Antoni Kocipinski)[2]

### Música vocal
- Stefan Potocki (publicado por Rogoczy)[1]

## Galería

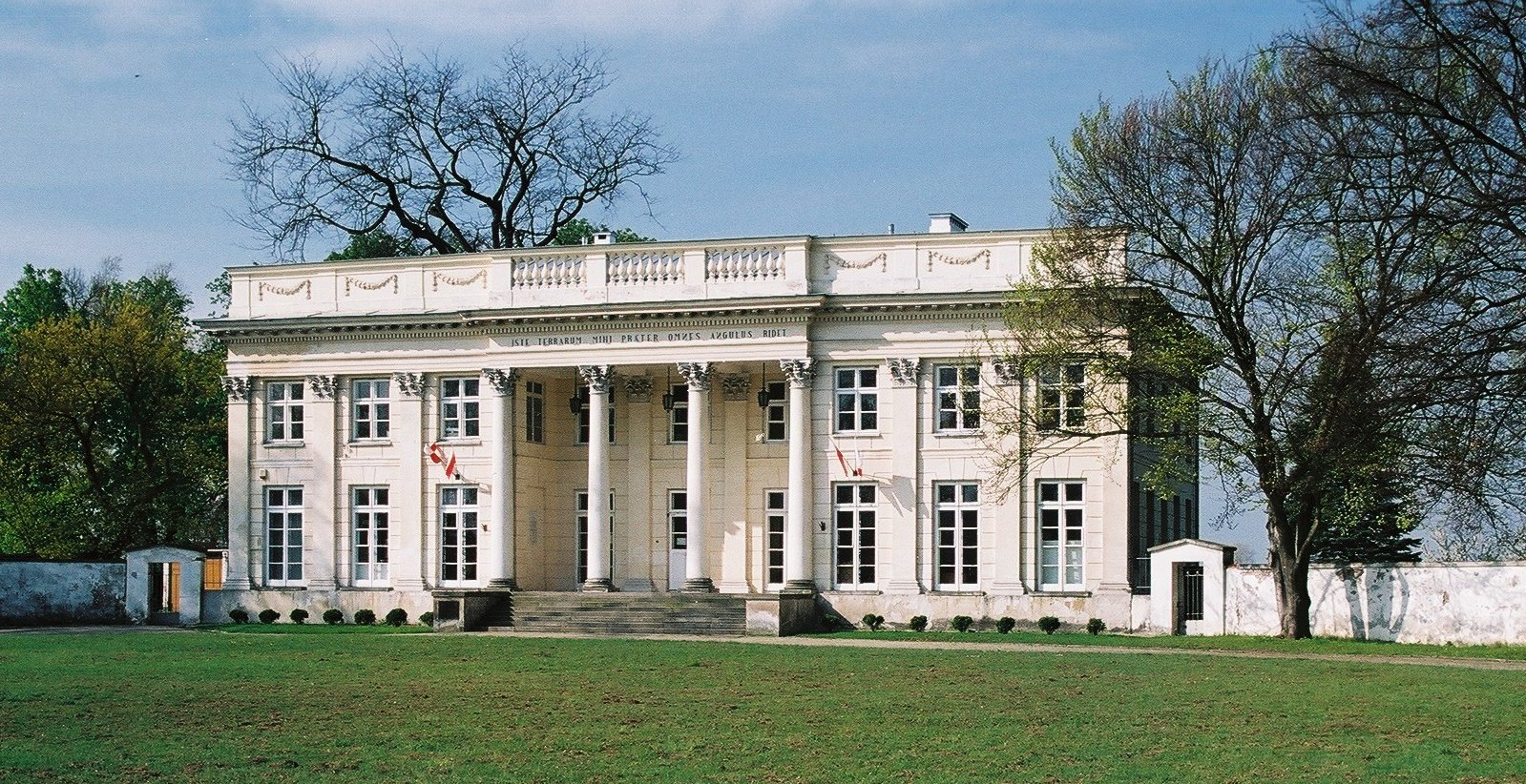
Palacio de Marynka en Puławy, fue construido para María por sus padres.
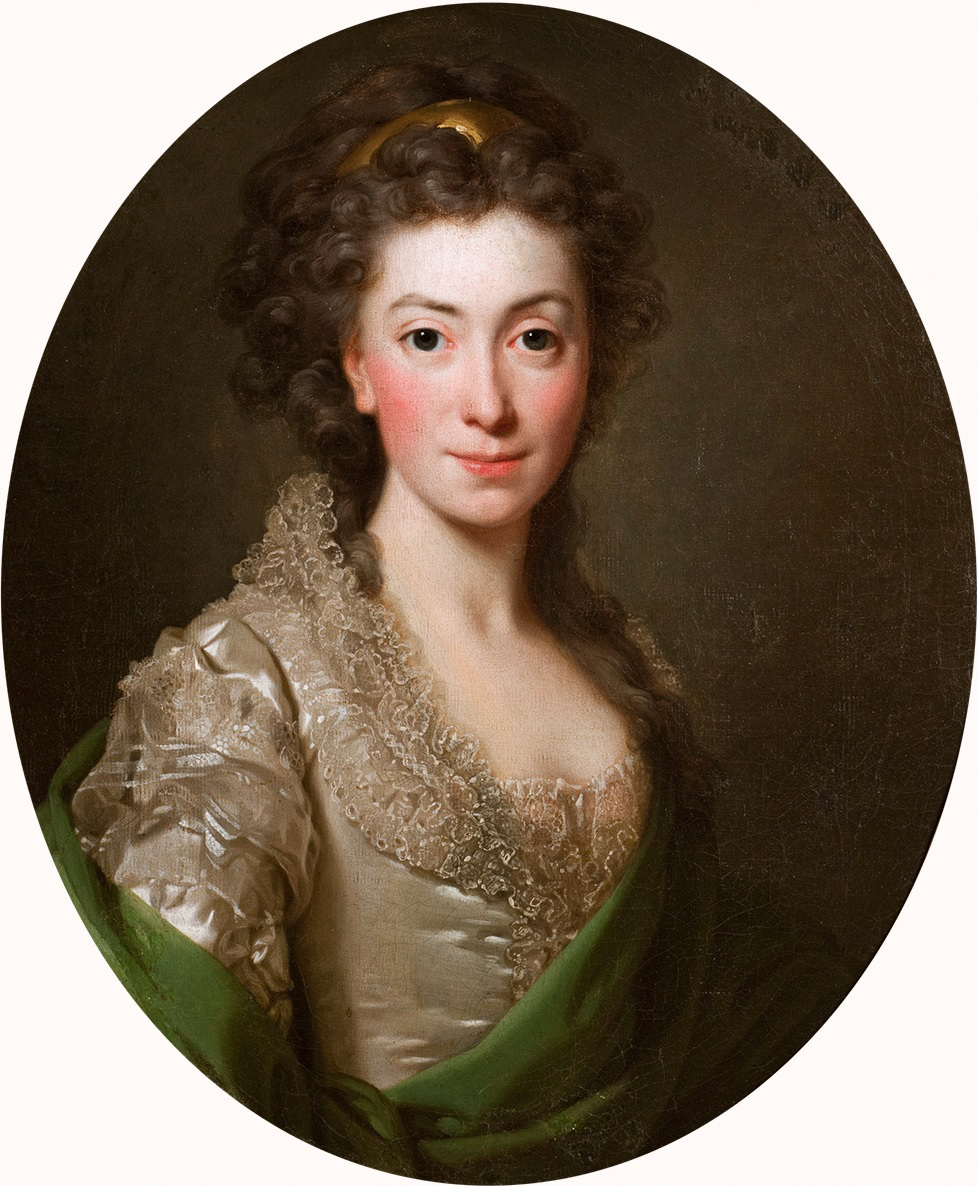
Izabela Czartoryska, née Fleming, madre de María.
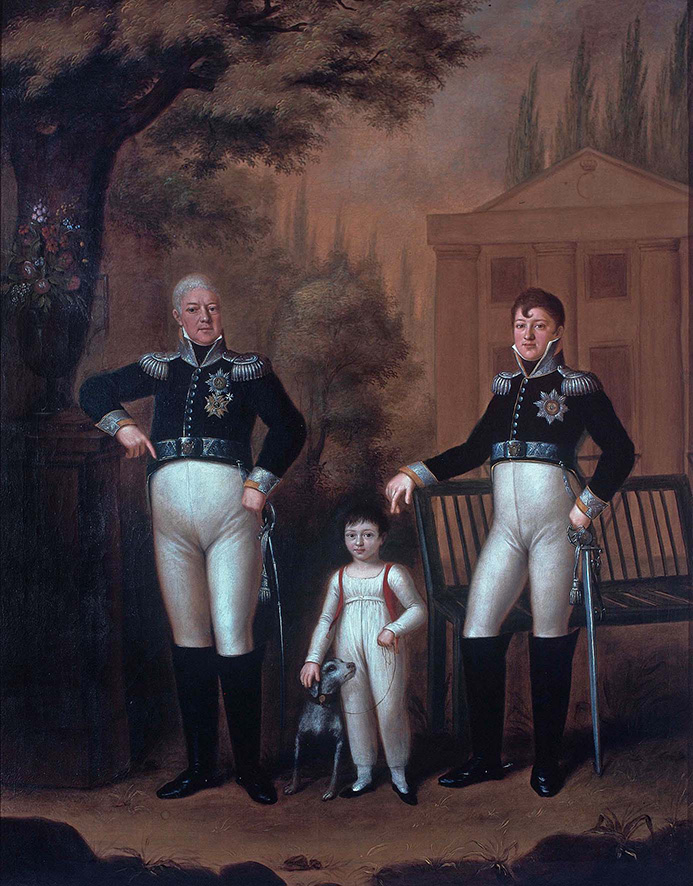
Luis de Wurtemberg, 1800.
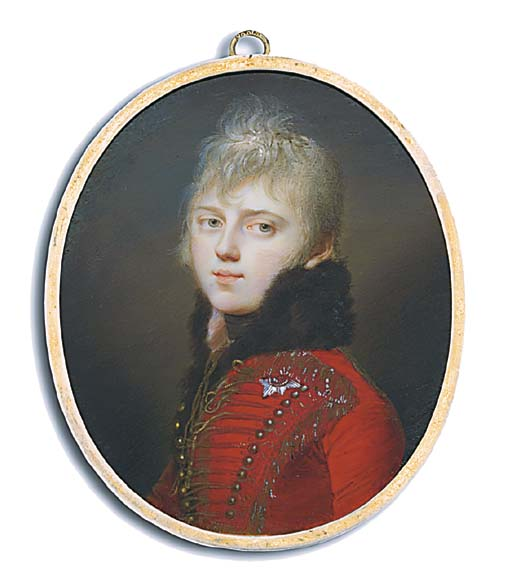
Adán de Wurtemberg, hijo de María. Retratado por Johann Dominik Bossi, 1805.